# Episodi di American Housewife (terza stagione)
La terza stagione della serie televisiva American Housewife viene trasmessa dalla rete televisiva statunitense ABC dal 26 settembre 2018 al 21 maggio 2019.
In Italia è stata pubblicata su Star (Disney+) il 28 maggio 2021.
| n° | Titolo originale        | Titolo italiano              | Prima TV USA      | Pubblicazione Italia |
| -- | ----------------------- | ---------------------------- | ----------------- | -------------------- |
| 1  | Mom Guilt               | Sensi di colpa               | 26 settembre 2018 | 28 maggio 2021       |
| 2  | Here We Go Again        | Influenze negative           | 3 ottobre 2018    | 28 maggio 2021       |
| 3  | Cheaters Sometimes Win  | Chi bara a volte vince       | 10 ottobre 2018   | 28 maggio 2021       |
| 4  | Enemies: An Otto Story  | Duello elettorale            | 17 ottobre 2018   | 28 maggio 2021       |
| 5  | Trust Me                | La casa stregata             | 24 ottobre 2018   | 28 maggio 2021       |
| 6  | Body Image              | Nessuno mi può giudicare     | 31 ottobre 2018   | 28 maggio 2021       |
| 7  | The Code                | Il codice                    | 7 novembre 2018   | 28 maggio 2021       |
| 8  | Trophy Wife             | Consiglio dei sentimenti     | 28 novembre 2018  | 28 maggio 2021       |
| 9  | Highs and Lows          | Alti e Bassi                 | 5 dicembre 2018   | 28 maggio 2021       |
| 10 | Saving Christmas        | Natale in famiglia           | 12 dicembre 2018  | 28 maggio 2021       |
| 11 | The Things You Do       | Le cose che fai              | 5 febbraio 2019   | 28 maggio 2021       |
| 12 | Disconnected            | Disconnessi                  | 12 febbraio 2019  | 28 maggio 2021       |
| 13 | Mo' Money, Mo' Problems | Più soldi, più problemi      | 19 febbraio 2019  | 28 maggio 2021       |
| 14 | Baby Crazy              | Addio mammina                | 26 febbraio 2019  | 28 maggio 2021       |
| 15 | American Idol           | American Idol                | 19 marzo 2019     | 28 maggio 2021       |
| 16 | Insta-Friends           | Insta-amici                  | 26 marzo 2019     | 28 maggio 2021       |
| 17 | Liar Liar, Room on Fire | Le bugie bruciano            | 9 aprile 2019     | 28 maggio 2021       |
| 18 | Phone Free Day          | Una giornata senza cellulare | 16 aprile 2019    | 28 maggio 2021       |
| 19 | Grandma's Way           | Nonna al comando             | 23 aprile 2019    | 28 maggio 2021       |
| 20 | Field Trippin           | La gita didattica            | 30 aprile 2019    | 28 maggio 2021       |
| 21 | Locked in the Basement  | La Mam-Caverna               | 7 maggio 2019     | 28 maggio 2021       |
| 22 | The Dance               | Il Ballo                     | 14 maggio 2019    | 28 maggio 2021       |
| 23 | A Mom's Parade          | La parata delle mamme        | 21 maggio 2019    | 28 maggio 2021       |